# Lorenzo Sgarbi
Lorenzo Sgarbi (Bolzano, 24 de marzo de 2001) es un futbolista italiano. Juega de delantero y su club es el Delfino Pescara 1936 de la Serie B de Italia, siendo cedido por el S. S. C. Napoli.

## Trayectoria
Formado en las canteras del Virtus Bolzano y del Südtirol, clubes de su ciudad natal, en 2017 fue cedido por el Südtirol al equipo juvenil del Napoli; en 2017, fichó definitivamente por el club napolitano. En septiembre de 2020, el Napoli lo cedió al Legnago Salus de la Serie C, donde se produjo su debut como profesional el 26 de septiembre contra el Vis Pesaro; el préstamo fue renovado para otra temporada, hasta el 30 de junio de 2022. El 5 de julio del mismo año, fue cedido al A. C. Renate y, en enero de 2023, al Pro Sesto, también de la Serie C. En julio de 2023 fue cedido al Avellino (Serie C) y en julio de 2024 al Bari de la Serie B. En enero de 2025 fue cedido a la Juve Stabia, equipo también de la Serie B, y en agosto al Delfino Pescara 1936.

## Selección nacional
Ha sido internacional con la selección sub-18 de Italia.

## Clubes
| Club                          | País   | Año       |
| ----------------------------- | ------ | --------- |
| F. C. Legnago Salus (cedido)  | Italia | 2020-2022 |
| A. C. Renate (cedido)         | Italia | 2022-2023 |
| Pro Sesto 1913 (cedido)       | Italia | 2023      |
| U. S. Avellino (cedido)       | Italia | 2023-2024 |
| S. S. C. Bari (cedido)        | Italia | 2024-2025 |
| S. S. Juve Stabia (cedido)    | Italia | 2025      |
| Delfino Pescara 1936 (cedido) | Italia | 2025-act. |